# بين قلبين (مسلسل)
بين قلبين مسلسل كويتي إنتاج عام 2016 مأخوذ عن رواية الكاتبة علياء الكاظمي بين قلبين الصادرة عام 2013 

## قصة العمل
دراما عاطفية تناقش صراع قلب الرجل بين حب امرأتين، ويرصد قصة حب بين «أريام» (صمود الكندري) التي تدافع عن حبها ضد الظروف السيئة التي تعيش فيها وتعاندها، في الوقت الذي وقعت فيه في حب «بشار» (عبد الله بوشهري)، وتعلقت به رغم زواجه من امرأة أخرى هي «دانة» (نور الغندور). في المقابل، يطرح المسلسل قضايا اجتماعية متعددة فيها الكثير من الأحداث والتطوّرات التراجيدية ّ ويعتبر العمل الثاني الذي جمع الثلاثي عبد الله بوشهري، صمود الكندري والمخرج سائد الهواري بعد مسلسل الحب الحلال عام 2015.

## الممثلون
- عبد الله بوشهري، بدور بشار
- نور الغندور، بدور دانة
- صمود الكندري، بدور أريام
- فوز الشطي، بدور ياسمين
- عبد الله الطليحي، بدور مرزوق
- انتصار الشراح
- أمل عباس
- أحمد السلمان
- سليمان الياسين
- إسماعيل الراشد
- غرور
- محمد الرمضان
- روان الصايغ، بدور نورة
- هدى صلاح
- سناء صالح
- عبد الله الباروني
- منصور الفيلي